# Peter Rinck

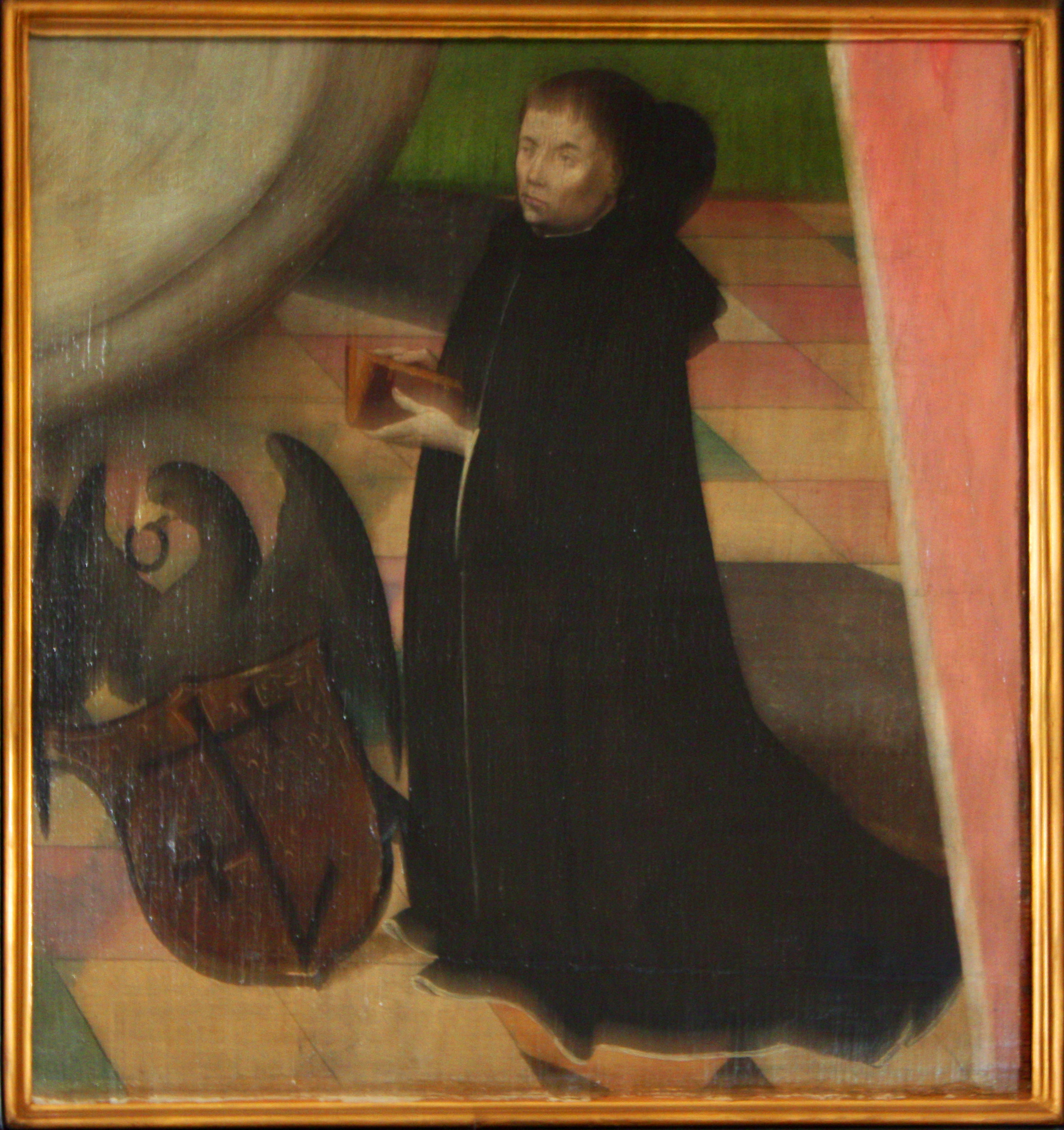
Peter Rinck (1475/80)

 Peter Rinck (* 1429 in Köln; † 8. Februar 1501 ebenda) war ein promovierter Jurist und Rektor an der mittelalterlichen Universität zu Köln. Seine Familie gehörte dem Kölner Patriziat an.

## Familie
Peter Rinck war der Sohn des aus dem hessischen Korbach stammenden und in Köln sesshaft gewordenen Hansekaufmannes Johann Rinck und dessen Gattin Gertrud von Blitterswich (auch Bätterswigh). Johann Rinck gelang es innerhalb weniger Jahre, ein riesiges Handelsimperium zu schaffen und so zu einem der reichsten und einflussreichsten Kölner Bürger zu werden. Mit seiner Familie lebte er auf dem an der Straße Am Rinkenpfuhl in der Nähe der Mauritiuskirche gelegenen Rinkenhof. Der Rinkenhof war ein für die damalige Zeit prächtiges Gebäude, dessen 1511 erbauter Treppenturm erst im November 1911 abgebrochen wurde. Aufgrund dieser Lebensumstände konnten die Eltern ihren drei Kindern die beste Ausbildung zukommen lassen.

## Ausbildung
Peter Rinck war wohl nach anfänglicher häuslicher Unterrichtung zunächst ein Schüler der sich in den großen Städten bildenden Bursen und studierte ab 1444 in Erfurt, 1451 in Paris und kehrte 1452 nach Köln zurück. Er promovierte 1459 in Pavia zum Doctor iuris utriusque und war anschließend an der juristischen Fakultät seiner Heimatstadt tätig. Im Jahr 1484 wurde er dort zum Rektor gewählt.

## Rechtsgelehrter und Mäzen
Peter Rinck erbte nach dem Tod seines Vaters im Jahre 1464 ein großes Vermögen, das er zwar bewahrte, aber nicht mehren wollte. Er verfügte nicht über das kaufmännische und politische Geschick seines Vaters, wohl aber über dessen Frömmigkeit. Um 1459 trat er als Novize in die Kölner Kartause ein. Da er jedoch den harten Regeln des Kartäuserlebens aus gesundheitlichen Gründen nicht gewachsen war, beschränkte er sich darauf, ein besonderer Wohltäter der Kölner Ordensniederlassung zu werden. Bereits nach dem Brand der Kartausenbibliothek 1451 war er als maßgeblicher Stifter für den Wiederaufbau in Erscheinung getreten. Er gründete 1501 eine Stiftung für Findel- und Waisenkinder, deren Einkünfte 1523 den Bau eines Waisenhauses ermöglichte.
Peter Rinck lehrte bis zu seinem Tod an der alten Universität der Stadt. Man beerdigte ihn am 8. Februar 1501 im kleinen Kreuzgang der im Severinsviertel gelegenen Kartause. Er hinterließ den Kartäusern unter anderem den Kreuz- und den Thomasaltar. Diese Werke befinden sich heute im Wallraf-Richartz-Museum.
An Peter Rinck erinnert auch ein Gemälde im Kölner Stadtmuseum. Es ist sein Bildnis (Öl auf Holz) und entstand um 1475/80. Das Stifterporträt gehörte einst als Flügel zum Marienaltar der Kölner Kartause St. Barbara; sein Gegenstück zeigt als zweiten Stifter Rincks Vater Johann.